# Capracotta
Capracotta è un comune italiano di 744 abitanti della provincia di Isernia in Molise. Ha subito grandi distruzioni durante la seconda guerra mondiale e dalla seconda metà del XX secolo si è sviluppato sul piano turistico come stazione sciistica molisana assieme a Campitello Matese.

## Geografia fisica
Posto a 1.421 metri sul livello del mare è, dal punto di vista geografico, un territorio tra i più alti dell'Appennino. L'abitato è posto sul parallelo 41 ½ e sul meridiano del Castel dell’Ovo e si stende fra l'agro di Pescopennataro e Sant'Angelo del Pesco verso Nord, di quello di Agnone ad Est, di Vastogirardi a Sud e di S.Pietro Avellana e di Castel del Giudice.

### Territorio
Il punto più alto del territorio comunale è la vetta di Monte Campo a 1746 m s.l.m. A valle dell'abitato, in direzione sud, si trovano le sorgenti del Verrino, affluente del fiume Trigno. Poco fuori del paese, sulla strada per Pescopennataro, è sito il giardino della flora appenninica, orto botanico di alta quota che raccoglie notevoli specie floreali e arboree dell'Italia centro-meridionale. 

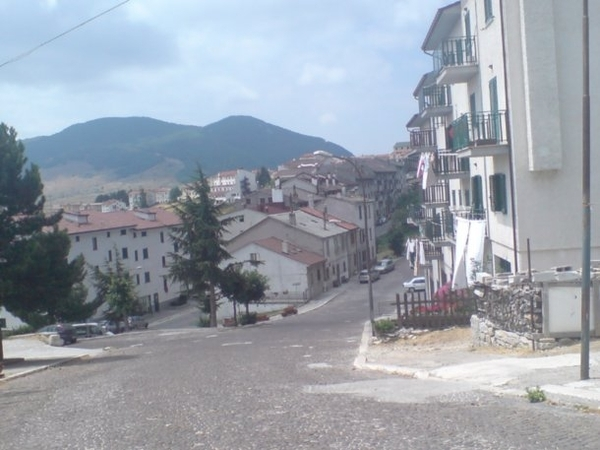
Via Risorgimento

Capracotta è un'importante località climatica e sciistica. Ha due importanti impianti: uno per lo sci alpino, in località Monte Capraro, con una seggiovia; l'altro per lo sci di fondo in località Prato Gentile: quest'ultimo impianto è stato sede dei Campionati Italiani Assoluti di sci di fondo nel 1997.

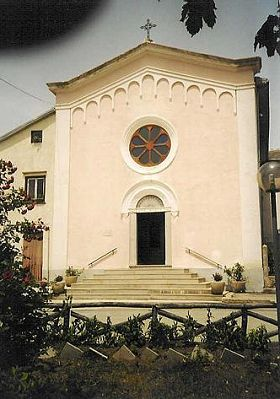
Santuario di Santa Maria di Loreto

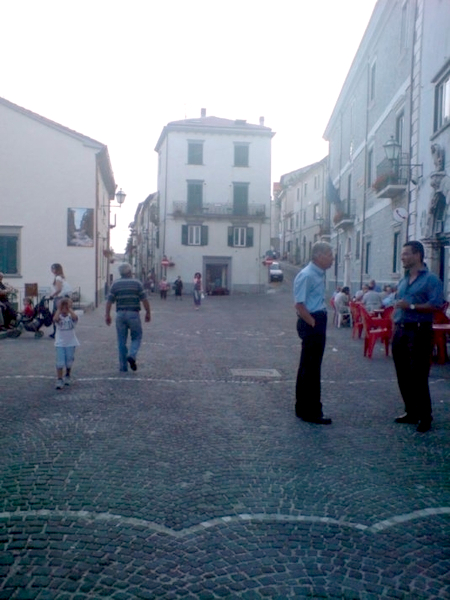
Piazza Stanislao Falconi

### Clima
In inverno non è difficile imbattersi in bufere di neve, specialmente nei mesi di gennaio e febbraio. Per questo Capracotta è nota nel Centro-Sud Italia anche come il paese delle bufere. Il manto nevoso può facilmente superare il metro. Nel marzo 2015, sono stati rilevati 256 centimetri caduti in sole 18 ore, tuttavia questo dato risulta essere notevolmente sovrastimato, e le misure a norma hanno registrato un valore di "soli" 90–120 cm, anche se l'eccezionalità è stata riconosciuta dal Guinness dei primati.

## Origini del nome
Il nome prende origine dai termini latini capra ("capra") e cocta ("essiccata al sole"), probabilmente a causa dell'usanza dei pastori della zona di conservare la carne destinata all'alimentazione essiccandola al sole.

## Storia
Le più antiche tracce della presenza umana nel territorio del Comune di Capracotta risalgono al Paleolitico: in località Morrone sono stati ritrovati strumenti di caccia dell'uomo di Neandertal.
Il primo insediamento stabile risale, invece, al IX secolo a.C. Si tratta di un centro abitato ritrovato nel corso di cinque campagne di scavo promosse dalla soprintendenza per i beni archeologici del Molise tra il 1979 e il 1985 nei pressi della Fonte del Romito. Gli scavi archeologici hanno svelato l'esistenza di un sito con una vitalità di circa mille anni: da alcune capanne circolari del IX secolo a.C. a edifici in marmo del I secolo d.C. collocati in un contesto urbano ben pianificato.
L'attuale paese di Capracotta, invece, nasce sullo sperone della Terra Vecchia nei primissimi decenni del Medioevo durante la conquista longobarda del Mezzogiorno d'Italia (fine VI- inizi VII secolo d.C.). Si sviluppa nei secoli successivi attraverso la pratica della transumanza, cioè lo spostamento invernale degli armenti dalle alture dell'Abruzzo al Tavoliere delle Puglie. Capracotta ha fatto parte del Regno di Napoli prima e delle Due Sicilie poi, e vi ha fatto visita il sovrano Francesco I di Borbone, allora principe ereditario. Nel 1860 viene annessa al Regno d'Italia e in quegli anni esplode il brigantaggio.Durante la seconda guerra mondiale, Capracotta viene quasi interamente distrutta dalle truppe tedesche in ritirata verso la Val di Sangro con il fuoco e la dinamite, fu inoltre teatro di una strage nazista.
Negli anni '50 il borgo fu interamente ricostruito e vi fu installato un impianto da sci sopra il Monte Capraro. Il borgo ha avuto una forte vocazione turistica già a partire dalla fine dell'Ottocento, in modo particolare con l'attrazione di turismo da Napoli. Agli inizi del secolo scorso, numerose famiglie dell'aristocrazia romana e soprattutto napoletana trascorrevano le vacanze invernali nei comodi e confortevoli alberghi cittadini. In una citazione di Alberto Sordi ne Il conte Max, Capracotta è descritta come la Piccola Cortina D'Ampezzo degli Abruzzi. Capracotta è famosa anche per le abbondanti nevicate. Nel mese di marzo del 2015, nel giro di 17 ore, è caduta più di due metri di neve battendo il precedente record di Silver Lake in Colorado (U.S.A.) dove, nel 1921, erano caduti 193 centimetri di neve in 24 ore.

## Monumenti e luoghi d'interesse

### Architetture religiose
Chiesa parrocchiale di Santa Maria in Cielo Assunta
Si trova sulla parte più alta del paese, nel rione Terra Vecchia, e fu sede della collegiata. Non conosciamo l'anno della fondazione della chiesa. Sappiamo che agli inizi del Settecento fu ampliata e completamente ristrutturata. È citata per la prima volta in un documento del 1326 sotto il titolo di "Sancte Marie de Capracocta". Della vecchia costruzione, è visibile un bassorilievo del campanile che reca il simbolo dell'Albero della Vita, d'epoca rinascimentale. Il campanile in pietra, a pianta quadrata, ha l'attuale aspetto frutto del restauro del 1898. Alla chiesa arcaica è anche riconducibile il fonte battesimale in legno di noce, con decorazioni in oro, restaurato nel 1980, e un fonte in pietra. Nel XVIII secolo lo stemma civico fu spostato sull'altare maggiore dal Municipio, e la chiesa divenne simbolo dell'intera comunità capracottese. La vecchia chiesa era citata sin dal 1673, divisa in tre navate, come quella attuale, col capo altare e altri laterali, mentre all'esterno sorgeva il campanile a torre, ancora oggi esistente, a testimonianza del cambiamento di orientamento dell'asse della nuova chiesa, per delle disomogeneità evidenti nell'allineamento dei due edifici. La peste del 1656 decimò la popolazione, mentre l'anno successivo un'invasione di briganti danneggiò la chiesa. La chiesa fu trasformata completamente a partire dagli inizi del Settecento, con interno a tre navate, la cui lunghezza doveva raggiungere 35 metri, e larghezza 18 al transetto, la cupola fu posta a 15 metri, all'altezza del transetto centrale. La facciata in pietra sarebbe stata fiancheggiata da due state, alta 9 metri, larga 20, e orientata a sud-est, il dislivello tra le mura ed ovest e contrafforti ad est erano di 20 metri. L'architettura interna, con l'abbellimento a stucchi e pennacchi, fu parzialmente completata tra il 1749 e il '57, le stuccature sono in oro zecchino, grazie al lavoro degli artigiani di Pescocostanzo (AQ), anche se la maggior parte dell'opera nei secoli seguenti fu sostituita da porporina, le pareti furono dipinte in azzurro, affrescate con una schiera di 40 angeli che reggono medaglioni dedicati a vari santi, dipinti solo nella prima metà del XX secolo, e non tutti. Gli altari sono dedicati all'Assunta (capo altare) e a San Sebastiano, con delle preziosi reliquie ossee. Le statue sono quelle dell'Assunta, dell'Addolorata col Cristo morto, di San Sebastiano, del Sacro Cuore di Gesù, di San Giovanni Bosco, di pregevole fattura il gruppo della Visitazione e quella dell'Immacolata Concezione. All'ingresso della chiesa ci sono vari dipinti, sotto l'organo presso il capo altare, c'è quella dell'Ultima Cena del Solimena, sopra il battistero c'è la tela di Sant'Anna con Maria bambina; nella sacrestia si trova un dipinto a forma ellittica con la raffigurazione della Natività di Gesù, nella parte sottostante le scale c'è la pittura dello Spirito Santo a motivi floreali. La chiesa di Santa Maria Assunta fu consacrata il 14 settembre 1755, sotto la diocesi di Trivento (CB), l'altare maggiore completato l'anno precedente dal napoletano Biagio Salvati, interamente in marmo intarsiato con il tabernacolo sul quale poggiano due angeli e il paliotto dell'Assunta. L'organo in legno si trova nell'altare maggiore, rappresenta il punto cardine della prospettiva architettonica della chiesa, realizzato tra il 1750 e il 1779, dotato di 700 canne. Di interesse anche l'attigua cappella della Visitazione, con soffitto a lacunari a motivi floreali, alcuni dipinti derivanti da opere classiche, come l'Assunta di Tiziano Vecellio. L'impianto è del progetto di Luca D'Onofrio, fu restaurata nel 1913, con la rimozione delle lapidi delle antiche sepolture presso la chiesa, dato che Capracotta sino al XIX secolo non dispose di un cimitero pubblico. Dopo i danni della guerra mondiale, nuovi restauri, con pittura delle parti lasciate spoglie degli interni, ci sono stati nel 1954.
Chiesa di Sant'Antonio di Padova
Piccola chiesa che si trova nella parte finale del Corso Sant'Antonio, risalente al XVIII secolo, ma forse edificata su una preesistente costruzione. La cappella è dedicata al Santo francescano, molto venerato in paese, ha pianta rettangolare in pietra con ordine di finestre laterali, e facciata semplice a capanna, sormontata da un campanile centrale a vela. L'interno è a navata unica, riccamente stuccato, con nicchie laterali per le statue dei santi, e qualche tela di scuola napoletana. L'altare maggiore ha la nicchia maggiore del santo, è sovrastato da una balaustra con la cantoria, e da un piccolo organo a canne nella cassa lignea finemente decorato.
Chiesa di San Giovanni Battista
Si trova nella parte alta del paese, in piazza Emanuele Gianturco, è una piccola cappella rettangolare, con facciata a capanna, portale architravato in pietra concia, e sovrastante campanile a vela, simile alla chiesa di Sant'Antonio. L'interno a navata unica è più umile quanto a decorazione di questa precedente. Anticamente era dedicata ai SS. Giovanni, Sebastiano e Rocco.
Santuario della Madonna di Loreto
Si trova fuori dal paese, dirigendosi verso Monte Capraro. Restaurata e ampliata nel 1622, aveva 8 sacerdoti, possedeva molti feudi, nel 1950 dopo i danni della guerra è stata ricostruita, seguendo lo stile neo romanico e neogotico, è sede di una confraternita che organizza ogni 3 anni a ciclo una processione di cavalli bardati. Nella stagione di transumanza, da questa chiesa partivano gli armenti. La chiesa è semplice, con la facciata neo romanica, l'oculo centrale del rosone, e il portale ad arco ogivale strombato in pietra bianca, l'interno è a navata unica semplice, che mostra ancora le reminiscenze barocche, soprattutto per l'altare in legno, con la statua della Madonna col Bambino.
Chiesa di San Vincenzo Ferreri
Si trova in via Roma, è del XVIII secolo, ha facciata semplice a capanna, con portale architravato e finestrone centrale sovrastante.
Chiesa di Santa Lucia di Siracusa
Chiesetta campestre del XVIII-XIX secolo, costruita fuori dal paese, nella località omonima. Consta di una pianta rettangolare a capanna, con portale architravato e in cima il campanile a vela.

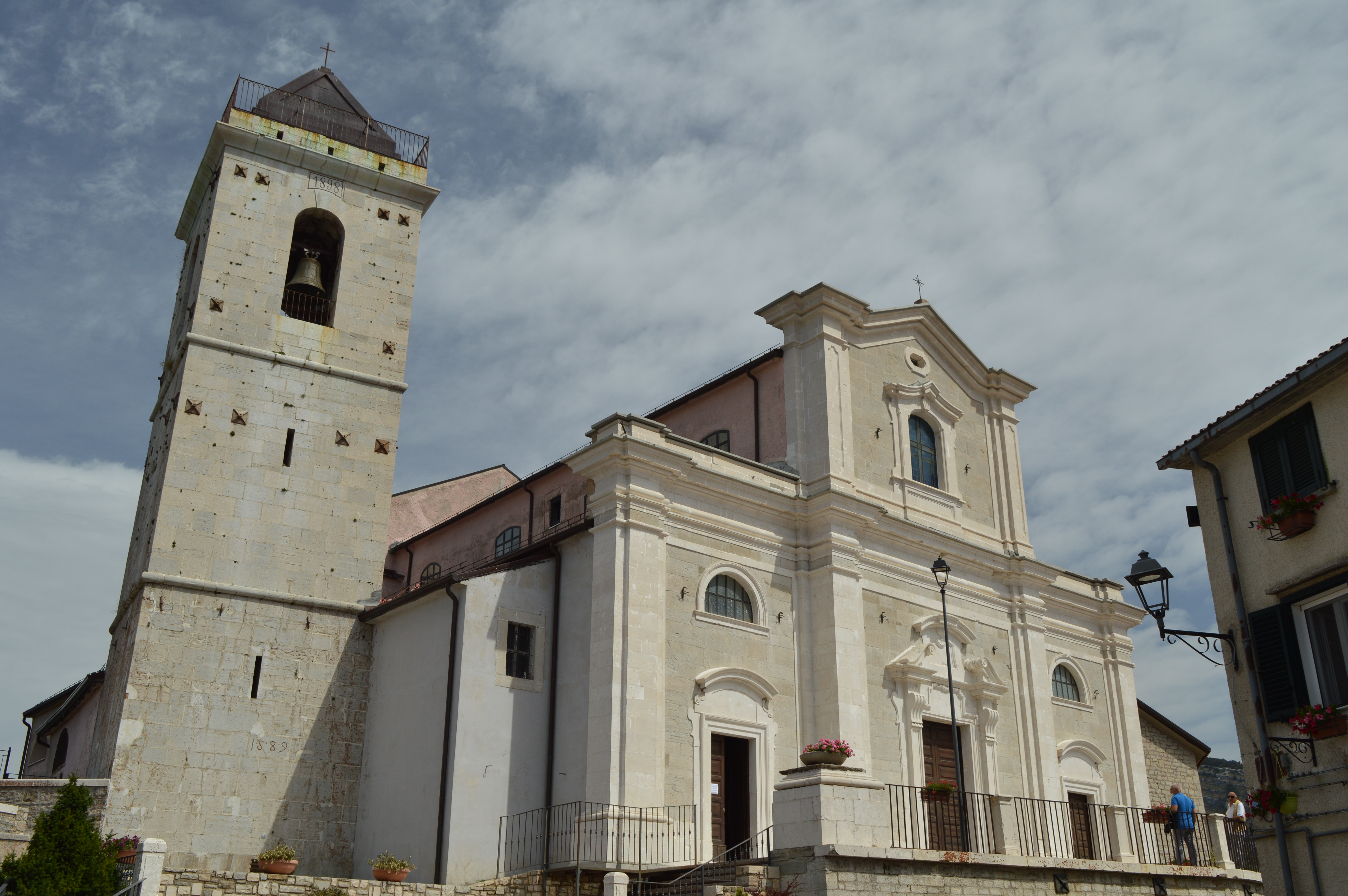
Santa Maria in Cielo Assunta
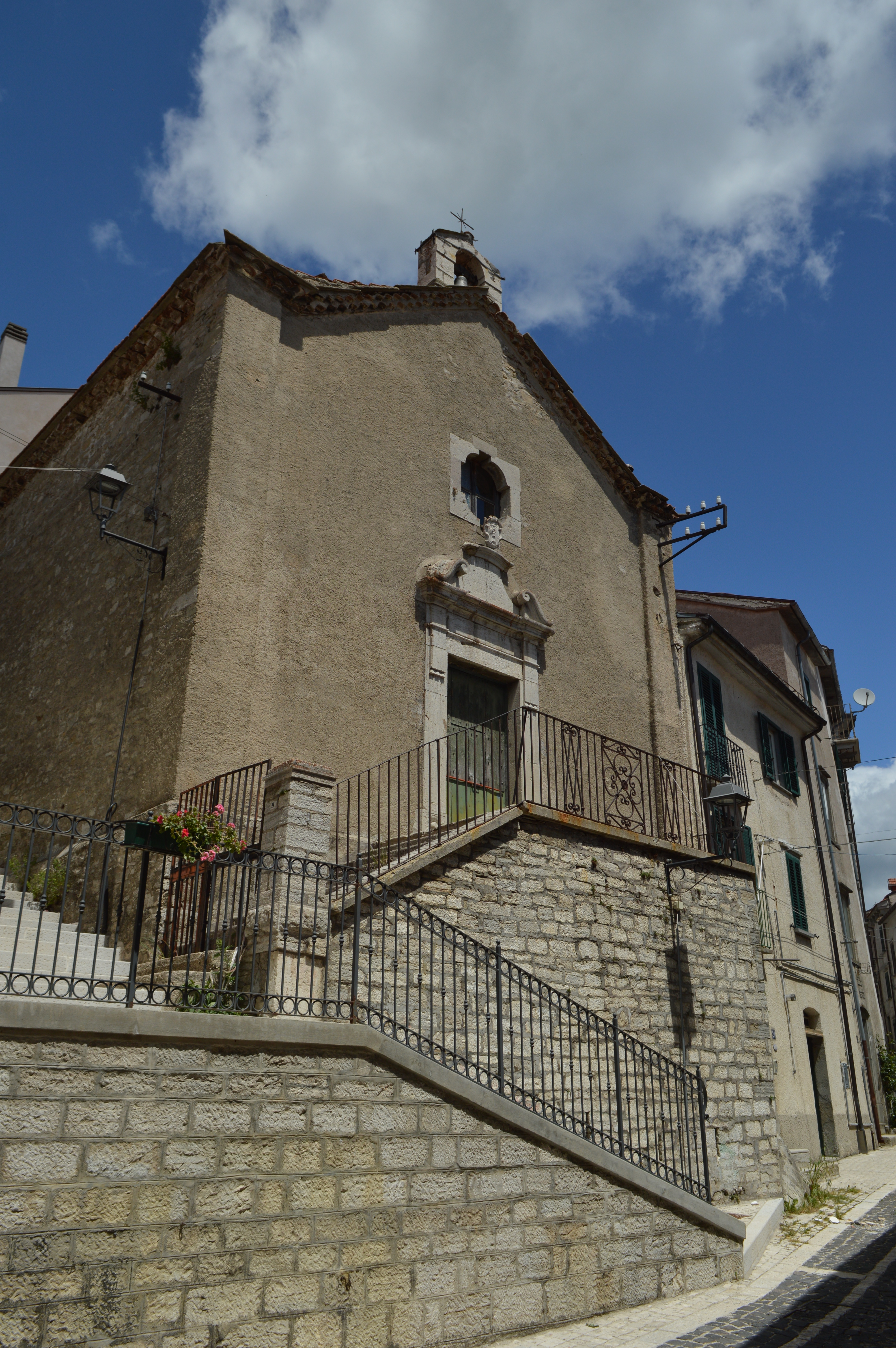
San Vincenzo
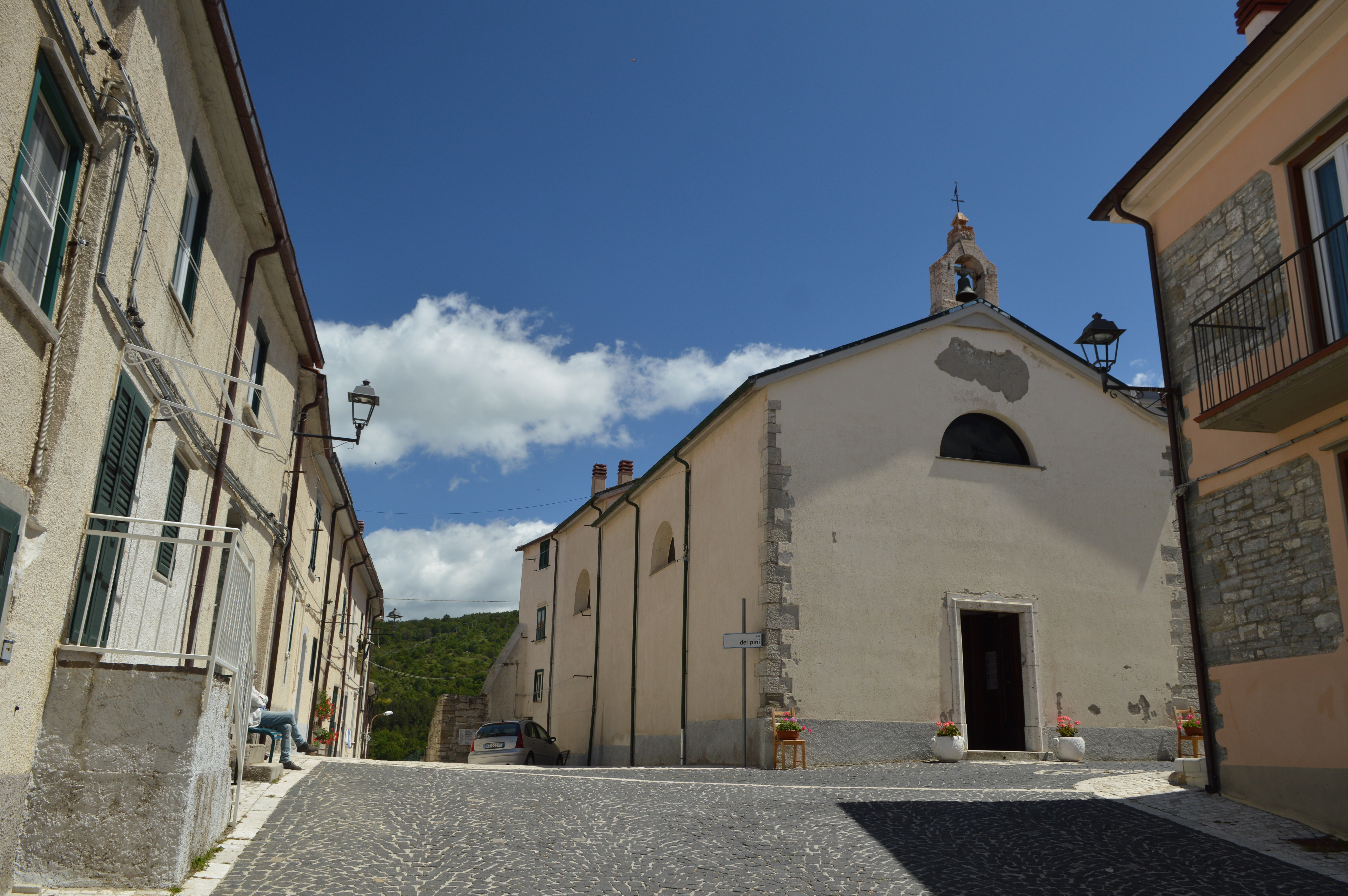
San Giovanni
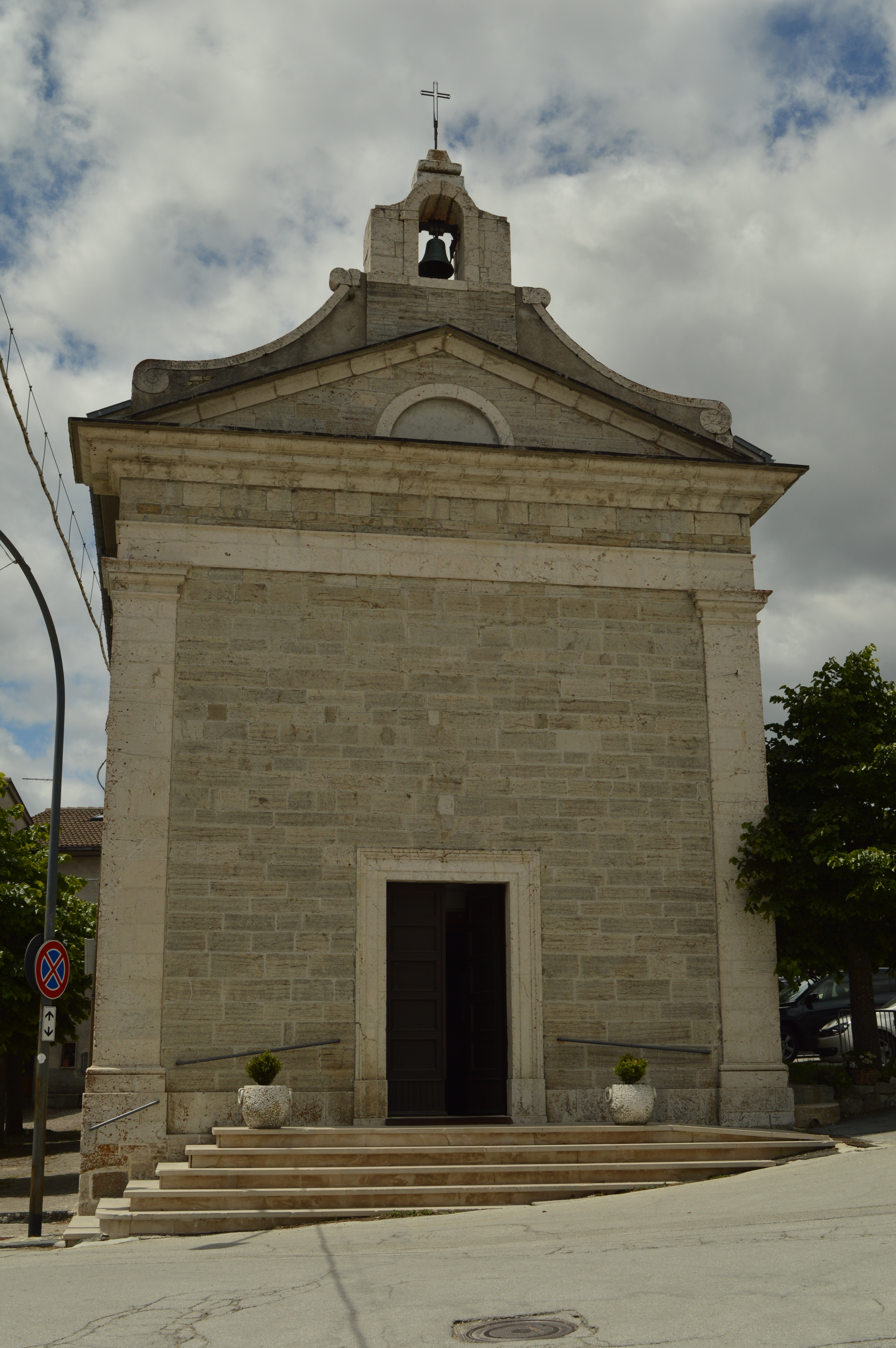
Sant'Antonio

Architetture civili
Palazzo baronale Conti-D'Alena, costruito nel 1700
Tolos, antiche costruzioni contadine

### Aree naturali
Capracotta ospita il giardino della flora appenninica, un orto botanico naturale fra i più alti d'Italia (1525 m s.l.m.), in cui vengono conservate e tutelate le specie vegetali della flora montana e altomontana autoctona dell'Appennino centro-meridionale. Si tratta dell'unico orto botanico della regione Molise, ponendolo come un importante osservatorio sulla biodiversità situato in un contesto suggestivo per la presenza di numerosi habitat naturali, tra i quali praterie, faggete, roccaglie, zone umide, arbusteti, insieme a zone tematiche curate dedicate alle piante officinali, alle varietà orticole autoctone. La ricchezza di specie endemiche, rare e protette, fa di questo orto un laboratorio attivo sulle misure di protezione e conservazione della flora montana e alto-montana. Attualmente, il giardino è gestito da un consorzio tra il Comune di Capracotta, l'Università degli Studi del Molise e la Regione Molise, le cui attività di ricerca e promozione sono gestite e assicurate dal Dipartimento di Bioscienze e Territorio dell'ateneo molisano con sede a Pesche. Altre aree naturali sono:
- Prato Gentile;
- Parco fluviale del Verrino;
- Riserva naturale di Pescobertino;
- Sorgente dell'Acqua Zolfa;
- Villa comunale.

## Società

### Evoluzione demografica
Abitanti censiti

### Tradizioni e folclore
Dal 1961, in località Prato Gentile, viene celebrata La Pezzata, sagra della pecora bollita che si tiene ogni prima domenica di agosto. La tradizione di bollire la pecora risale alla pratica della pastorizia transumante lungo il tratturo. Nel 2014 questo piatto è stata inserito tra le "eccellenze" dalla rivista Gambero Rosso.

## Cultura
Musei
Museo della civiltà contadina e dei vecchi mestieri

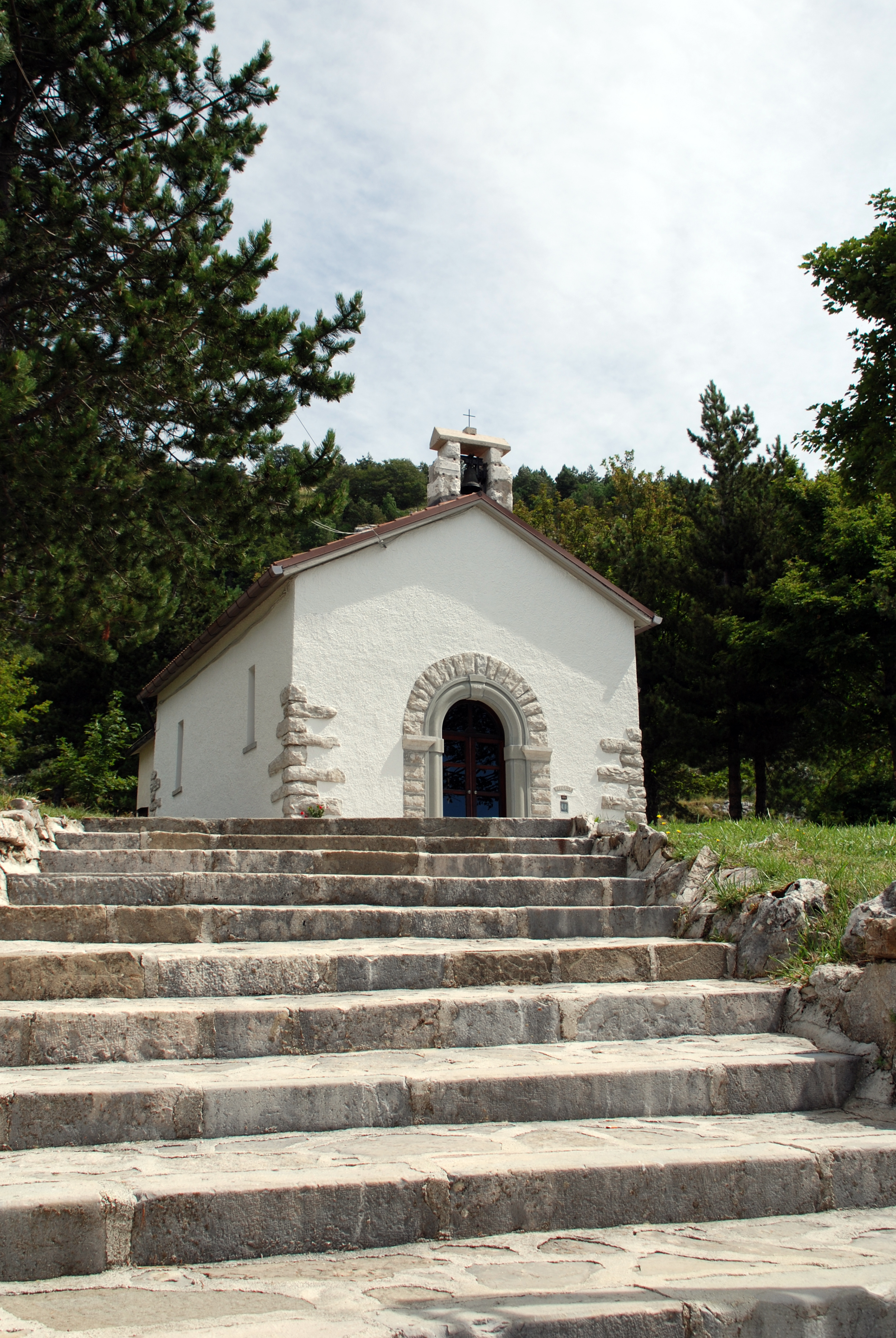
Chiesa di Santa Lucia

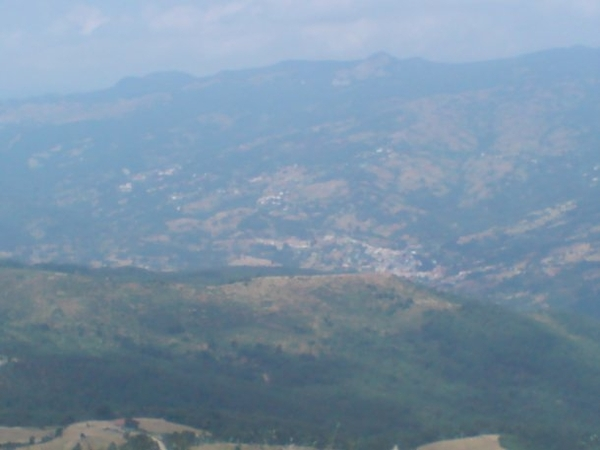
Panorama del Monte Capraro da Capracotta

Museo dell'arte sartoriale

Museo dell'erbario

## Economia

### Turismo

#### Pista da sci
Capracotta è meta frequentata soprattutto l'inverno per lo sci, con turisti provenienti prevalentemente dal Lazio, dall'Abruzzo e dalla Campania. La pratica più diffusa è quella dello sci di fondo in località Prato Gentile (1.573 m.), alle pendici di Monte Campo (1.746 m.), presso il prestigioso stadio del fondo "Mario Di Nucci", che nel 1997 ha ospitato i Campionati italiani assoluti e nel 2004 la Coppa Europa. Da quella località si diramano tre piste di diversa difficoltà (anello di monte, anello di valle e anello turistico), per una lunghezza complessiva di oltre 15 km.
Dal 1995 sono stati installati impianti per lo sci alpino alle pendici del Monte Civetta, a confluenza col Monte Capraro (1730 m), che comprendono:
- Seggiovia Monte Civetta;
- Sciovia Piana del Monte;

Queste due seggiovie (chiuse dal 2017) portano alle seguenti piste:
- Monte Capraro (1630–1380 m);
- Piana del Monte (1560 m);
- Pista sotto il Monte (1380 m).

### Artigianato
Tra le attività più tradizionali vi sono quelle artigianali, che pur non essendo diffuse come nel passato non sono del tutto scomparse, e si distinguono per l'arte della tessitura finalizzata alla produzione di coperte.

## Infrastrutture e trasporti
Il paese è servito dalla piccola stazione ferroviaria Stazione di San Pietro Avellana-Capracotta che dista 12 km dal centro abitato, 
posta sulla linea Ferrovia Sulmona-Isernia, gestita da RFI, dal 2011 sospesa al traffico regolare di treni regionali Trenitalia, dal 2014 la linea risulta attiva come ferrovia turistica gestita da Fondazione FS Italiane e Le Rotaie.

## Amministrazione
Di seguito è presentata una tabella relativa alle amministrazioni che si sono succedute in questo comune.
| Periodo        | Periodo        | Primo cittadino         | Partito                       | Carica  | Note   |
| -------------- | -------------- | ----------------------- | ----------------------------- | ------- | ------ |
| 6 giugno 1985  | 16 giugno 1990 | Antonino Sozio          | Democrazia Cristiana          | Sindaco | [ 24 ] |
| 20 giugno 1990 | 18 agosto 1990 | Michele Conti           | Partito Repubblicano Italiano | Sindaco | [ 24 ] |
| 18 agosto 1990 | 24 aprile 1995 | Ciro Mendozzi           | indipendente                  | Sindaco | [ 24 ] |
| 24 aprile 1995 | 14 giugno 1999 | Candido Paglione        | centro-sinistra               | Sindaco | [ 24 ] |
| 26 giugno 1999 | 3 marzo 2000   | Candido Paglione        | Lista civica                  | Sindaco | [ 24 ] |
| 14 maggio 2001 | 30 maggio 2006 | Pasquale Di Nucci       | Lista civica                  | Sindaco | [ 24 ] |
| 30 maggio 2006 | 28 maggio 2011 | Antonio Vincenzo Monaco | Lista civica                  | Sindaco | [ 24 ] |
| 28 maggio 2011 | 6 giugno 2016  | Antonio Vincenzo Monaco | Uniti per Capracotta          | Sindaco | [ 24 ] |
| 6 giugno 2016  | in carica      | Candido Paglione        | Capracotta viva               | Sindaco | [ 24 ] |